# Paw Paw (Virginia Occidentale)
Paw Paw è un comune degli Stati Uniti d'America, situato nello Stato della Virginia Occidentale, nella contea di Morgan.